# مغارة شقبا

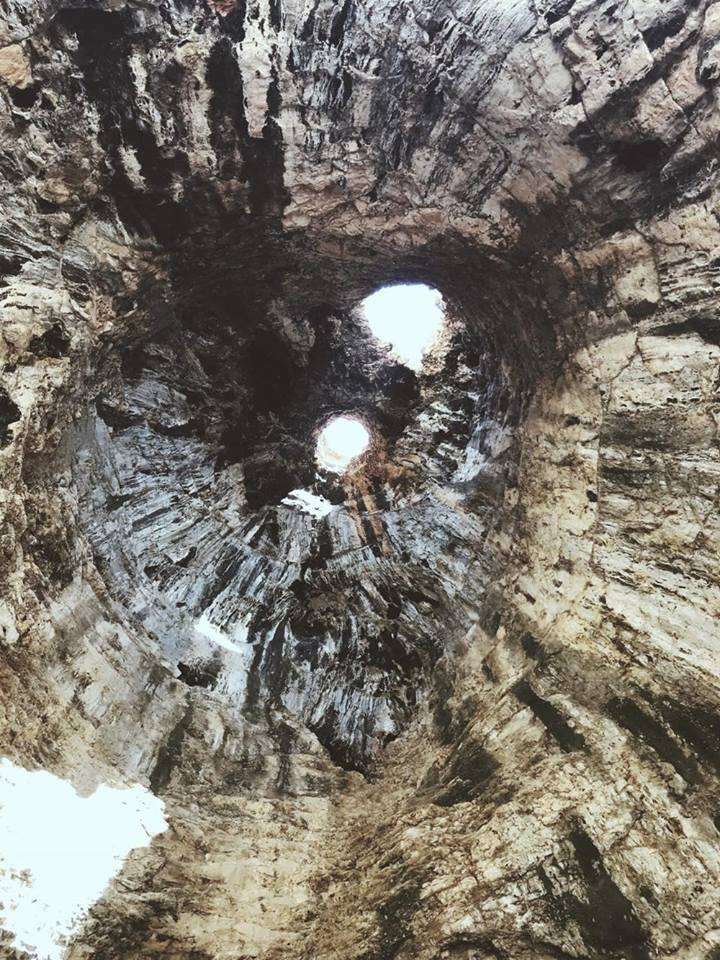
مغارة شقبا

مغارة شقبا هي موقع أثري موجود في وادي الناطوف الذي يمر بالقرب من قرية شقبا إحدى قرى محافظة رام الله والبيرة في فلسطين، اكتشف في هذه المغارة آثار تاريخية لأحد أقدم الحضارات والثقافات حول وادي الناطوف الذي سميت الحضارة باسمه «ثقافة نطوفية». وتعتبر مغارة شقبا في الضفة الغربية معلما أثريا وإرثا إنسانيا مميزا عمره آلاف السنين، لكنها تعاني إهمالا وتهميشا بفعل الممارسات الإسرائيلية ووقوعها في مناطق «ج». والمغارة من أهم الكنوز الأثرية، التي احتوت عليها بطون الجبال الفلسطينية. تعود المغارة لحقبتي ما قبل التاريخ، وهي العصر الحجري القديم حقبة لوفالو، والمرحلة الثانية من العصور الحجرية، التي سادت فيها حضارة النطوفيين أولى الحضارات التي شهدت تحولاً في حياة الإنسان من الصيد والاستهلاك إلى الزراعة والإنتاج الغذائي. وتؤكد آخر الحفريات، التي جرت في المكان في عشرينيات القرن الماضي أن عمر المغارة أكثر من 10 آلاف عام.

## التسمية
يعود سبب تسمية المغارة بشقبا إلى كثرة وجود الشقوق فيها، ونسبة إلى وجود ملكة كانت تسكن المغارة وتسمى شَقبا، ومع مرور الزمن أصبح يطلق عليها اسم شُقبا، وكذلك اسم القرية التي توجد فيها هذه المغارة.

## العمارة
يتكون الكهف من حجرة رئيسية، يبلغ قطرها حوالي 18 متر، بالإضافة لوجود مدخنتين تعرف بالروزنة وثلاثة حجرات جانبية في السقف، وهي تحتوي على غرف متفاوتة الأحجام. تزداد صلابة سطح المغارة بفعل قطرات الماء المتساقطة من السطح والمشبعة بالعناصر المعدنية مثل كربونات الكالسيوم، مما أدى إالى تحول السطح إلى بريشة، غير أن بعض أجزاء المغرة تعرض للتآكل والحت بفعل هذه المياه.

## الحفريات بالمغارة
بدأت عمليات الحفر والتنقيب في المنطقة زمن الاحتلال البريطاني، وكانت باحثة الآثار البريطانية دوروثي غارود (1892-1968) أول من قام بأعمال بحث وتنقيب في الموقع عام 1928، وعثرت خلالها على مكتشفات منها لم تكن معروفة كالترية السوداء والرماد الذي يشكل رفات لجثث بشرية كانت تسكن المنطقة، ومكتشفات تمكنت من التعرف عليها مثل الشفرات، والسكاكين، وأدوات حصد تعود إلى العصر الحجري الوسيط والذي يقدر بـ10 آلاف سنة، كانت دوروثي جارود عالمة آثار بريطانية، وأحد رواد أبحاث الكهوف في عصور ما قبل التاريخ. كانت أبحاث عصور ما قبل التاريخ في بلاد الشام في بداياتها، وكان كهف وادي النطوف أول كهف لها في بلاد الشام. في وقت لاحق (1929-1934) حفرت في كهوف الكرمل وكهف كبارا على سفوح الكرمل الغربية بالقرب من زخرون يعقوب، في الحفريات التي أجرتها، قامت بتوظيف عاملات من القرى المحلية، وهو أمر جديد في تلك الأوقات. وتعدّ غارود أول سيدة تشغل مقعد تدريس في جامعة كامبريدج (1939). واعتبر مدير عام حماية الآثار في وزارة السياحة والآثار صالح طوافشة، ان مغارة شقبا تعتبر مهد الاستقرار البشري، وتتبع الحقبة النطوفية، والتي تقدر بـ12 ألف عام، وأثبت ذلك من خلال وجود دلائل زراعية استخدمت فيها أدوات الزراعة الحجرية في فترة تعتبر بداية تمركز الإنسان في مقرات بشرية في المرحلة التي سبقت تدجين الحضارة الإنسانية.

## الكهف في الوقت الحالي والمخاطر
هناك مخاطر تهدد هذه المغارة الأثرية من الاحتلال الإسرائيلي، وذلك لما تحتله المغارة من مكانة أثرية وتاريخية تابعة للحضارة الناطوفية المعروفة عالمياً، حيث قام الاحتلال الإسرائيلي بفتح كسارة للحجارة بالقرب من الموقع وقاموا بشق طرق حديثة مما يهدد وجود هذه المغارة التاريخية، وقامت مؤسسة اليونسكو بإضافة الموقع إلى قائمة المواقع المرشحة لاحتمال تعيينها كموقع للتراث العالمي، وقامت وزارة السياحة والآثار الفلسطينية بإدراج الموقع ضمن قائمة مواقع التراث الثقافي والطبيعي ذات القيمة العلمية المتميزة عام 1999، وعملت دائرة الآثار التابعة لجامعة بيرزيت حفريات في المنطقة.
ومغارة شقبا، التي صمدت آلاف السنين، تواجه اليوم مخاطر عدة تتمثل في مقالع الصخر الإسرائيلية المتاخمة لها، والتي يقول أهالي القرية إنها تسببت بإحداث تصدعات في جدرانها.وتشمل المخاطر أيضاً عدم اغلاق الفتحة العلوية للمغارة بحيث هناك تخوف من الأهالي بوقوع الأطفال منها، وقد توفي طفل في العام 2020 عندما سقط من أعلى المغارة من هذه الفتحة، وترفض السلطات الإسرائيلية اعطاء التصاريح اللازمة بترميم المكان واغلاق الفتحة لتفادي سقوط أحد منها. وتقع المغارة الأثرية في مناطق «ج» الخاضعة للسيطرة الإسرائيلية، والتي يمنع بموجبها الفلسطينيون من ترميمها أو تعبيد الطريق المؤدي إليها.